# 子儀號巡防艦
子儀號飛彈巡防艦（舷號：PFG2-1107），為中華民國海軍成功級巡防艦五號艦，1994年8月7日開工、1995年7月13日下水、1997年1月9日服役，與同型艦均為美國海軍派里級巡防艦修改型。原型以船團護衛任務為主要設計核心，在取代陽字號而生產的前提下，中華民國海軍於子儀號安裝國造雄風飛彈及波佛斯公司L70/40公釐單管快砲，以增強反艦、反快艇能力。
派里級的設計以反潛作戰為主，於低威脅環境下為遠洋船團護航及作為兩棲登陸船團的屏衛，在機能設計上屬於二線、低造價、可犧牲的艦艇。囿於台灣海峽防衛作戰需求與美國對台軍售限制，子儀軍艦除負責反潛作戰外，也擔負艦隊區域防空任務。目前子儀號配屬海軍一四六艦隊，母港為海軍馬公基地測天島軍港，平時負責台灣海峽海域偵巡任務。

## 艦歷
- 2013年中正軍港營區開放活動，海軍艦隊指揮部指揮官蒲澤春中將由參謀前導，陪同蘇澳鎮鎮長林騰煌伉儷、陸軍支援單位將校及媒體記者視察12號碼頭，子儀軍艦與碼頭水兵行禮致敬
- 蘇澳鎮鎮長林騰煌（前）、海軍艦隊指揮部指揮官蒲澤春中將（後）等一行登艦中，子儀軍艦艦長、值更官、值更軍士、值更衛兵、傳令兵等於梯口行登舷禮。
- 2014年敦睦遠航訓練支隊基隆訪問，海軍陸戰隊莒拳隊操演南向揮拳，遠方是子儀軍艦。

1994年8月7日在中國造船公司（今台灣國際造船公司）高雄廠區安放龍骨。
1995年7月13日舉行命名下水典禮。
2005年10月19日約19時一架S-70C(M)-1/2反潛直昇機在左營軍港外海執行夜間降落子儀軍艦訓練時墜海。
參與2014年的敦睦遠航訓練支隊，於3月26日~27日在基隆軍港東五號碼頭開放參觀。由武夷號油彈補給艦擔任旗艦納編「子儀軍艦」和昆明軍艦，由李東昉少將率隊造訪索羅門群島、吉里巴斯、帛琉。
2015年10月6日晚間自左營軍港出港時撞上南防波堤淺灘，事發隨即返港，經水下檢查，音鼓護罩受損，子儀軍艦原計劃與海岸巡防署台南艦共同執行碧海專案（太平島物資運補與南海巡弋），但行動因此延至11日由臺南艦執行。

## 軼事
蔡英文總統2020年9月22日赴澎湖視導海軍一四六艦隊時，特地帶了茶飲料去慰問官兵，蔡英文細說原由，前幾天，駐防澎湖的海軍子儀艦官兵，因為接獲緊急任務，必須立刻出海，訂好的飲料來不及去領。因此，今天她跑了一趟飲料店，「幫忙把遲到的飲料帶給子儀艦官兵」。

## 歷任艦長
| 順序 | 姓名   | 軍銜 | 上任日期       | 卸任日期       |
| ---- | ------ | ---- | -------------- | -------------- |
| 1    | 辜存柱 | 上校 | 1996年12月1日  | 1997年3月1日   |
| 2    | 劉孝志 | 上校 | 1997年3月1日   | 1998年8月1日   |
| 3    | 楊育德 | 上校 | 1998年8月1日   | 2000年6月1日   |
| 4    | 王昭舉 | 上校 | 2000年6月1日   | 2002年1月1日   |
| 5    | 沈易德 | 上校 | 2002年1月1日   | 2003年9月1日   |
| 6    | 樂載敏 | 上校 | 2003年9月1日   | 2005年8月1日   |
| 7    | 劉鴻學 | 上校 | 2005年8月1日   | 2007年8月16日  |
| 8    | 黃祖隆 | 上校 | 2007年8月16日  | 2010年3月16日  |
| 9    | 胡志泓 | 上校 | 2010年3月16日  | 2011年6月16日  |
| 10   | 宋家驄 | 上校 | 2011年6月16日  | 2013年3月1日   |
| 11   | 姚樂輝 | 上校 | 2013年3月1日   | 2014年9月16日  |
| 12   | 鄭皕齡 | 上校 | 2014年9月16日  | 2016年8月1日   |
| 13   | 王彥昆 | 上校 | 2016年8月1日   | 2018年5月1日   |
| 14   | 蕭毅豪 | 上校 | 2018年5月1日   | 2020年1月1日   |
| 15   | 劉哲文 | 上校 | 2020年1月1日   | 2021年10月30日 |
| 16   | 林伯韜 | 上校 | 2021年11月1日  | 2022年11月15日 |
| 17   | 林茂源 | 上校 | 2022年11月16日 | 現任           |

## 圖庫
- 巡防艦子儀（PFG-1107）中部上甲板的OTO Melara 76mm艦砲。
- 巡防艦子儀（PFG2-1107）右舷搭載的Mk 32三聯裝魚雷發射管，攝於2013年中正軍港營區開放活動。
- 2014年左營軍港營區開放活動，東二號碼頭開放參觀的成功型巡防艦子儀（PFG2-1107）左後方。
- 2013年中正軍港營區開放活動清晨，13號碼頭濟陽級鳳陽軍艦（左，FFG-933）和子儀軍艦（右）與暖身運動繞圈跑步的陸專龍獅社。
- 海軍103敦睦遠航訓練支隊訪問基隆，停泊東五號碼頭的子儀號巡防艦（PFG2-1107）
- 2013年中正軍港營區開放活動清晨的12號碼頭入口，左邊是濟陽級鳳陽軍艦（FFG-933），右邊是子儀軍艦（PFG2-1107）。
- 2013年中正軍港營區開放活動開幕式前，停泊12號碼頭的濟陽級鳳陽軍艦（左，FFG-933）與子儀軍艦（右）。
- 2013年中正軍港營區開放活動，從12號碼頭北端南望蘇澳港，左邊是濟陽級鳳陽軍艦（FFG-933），右邊是子儀軍艦。
- 2013年中正軍港營區開放活動，右舷後方所見停泊12號碼頭的子儀軍艦
- 2013年中正軍港營區開放活動，遊客由右舷舷梯登上子儀軍艦參觀，攝於濟陽級鳳陽軍艦（FFG-933）艦尾左舷。
- 2013年中正軍港營區開放活動，子儀軍艦中部遊人如織的盛況，攝於濟陽級鳳陽軍艦（FFG-933）中部最上甲板。
- 2013年中正軍港營區開放活動，開放遊客登艦的子儀軍艦，攝於12號碼頭右舷舷梯前。
- 2013年中正軍港營區開放活動，停泊12號碼頭的子儀軍艦。
- 2013年中正軍港營區開放活動，停泊12號碼頭的子儀軍艦左舷。後方是濟陽級鳳陽軍艦（FFG-933），停泊子儀對面。
- 從並泊之康定級昆明軍艦（PFG-1205）東望巡防艦子儀軍艦中部上甲板。
- 子儀軍艦後部上甲板，參觀者遠望基隆港景，攝於並泊之康定級昆明軍艦（PFG-1205）上甲板。
- 2014年3月27日下午，天候轉陰，敦睦遠航訓練支隊表演節目開始前的子儀軍艦與東五號碼頭。
- 從濟陽級蘭陽軍艦（FFG-935）艦橋左側通路前望左營軍港東二號碼頭巡防艦子儀（PFG2-1107）後部。
- 由子儀軍艦右舷後甲板遠望艦艏，前方（北側）為武夷號油彈補給艦（AOE-530）
- 停泊於海軍馬公基地測天島軍港，攝於2013年。
- 停泊於海軍馬公基地測天島軍港，攝於2015年。
- 停泊於海軍馬公基地測天島軍港，攝於2015年。
- 正在為子儀號巡防艦補給燃油的武夷號油彈補給艦。

## 戰備實錄
110年國防報告書記載年度國軍楷模獲獎者事蹟，海軍子儀軍艦戰系長劉為銓少校自述，當共艦接近海峽中線海域時，透過艦上的監偵系統可立即掌握其動向，並對敵艦可能採取的猝然突襲行動採取預應作為。

## 資料來源
1. ↑  . 自由時報電子報.   [2024-05-15]. （原始内容存档于2024-05-21）.
2. ↑  . mdc.   [2019年7月21日]. （原始内容存档于2019年7月21日） （中文）.
3. ↑  . 文化部國家文化資料庫. 2003-01-15  [2019年7月21日] （中文）.
4. ↑  黃旭磊、侯承旭、許紹軒. . 自由時報. 2005年10月19日  [2019年7月24日]. （原始内容存档于2019年7月24日） （中文）.
5. ↑  . TVBS新聞網. 2005年10月20日  [2019年7月24日]. （原始内容存档于2019年7月24日） （中文）.
6. ↑  . 東森新聞. 2015年10月14日  [2019年7月24日] （中文）.
7. ↑  .   [2020-09-22]. （原始内容存档于2020-09-23）.
8. ↑  .   [2021-11-10]. （原始内容存档于2021-11-10）.

## 外部連結
（繁體中文）中國軍艦博物館-成功級巡防艦